# 1892년 메이저 리그 베이스볼 시즌
1892년 메이저 리그 베이스볼 시즌(1882 Major League Baseball season)은 내셔널 리그와 아메리칸 어소시에이션으로 이루어졌으며, 내셔널 리그는 시카고 화이트 스타킹스가, 아메리칸 어소시에이션은 신시내티 레드 스타킹스가 우승을 차지하였다.